# Международный год спокойного Солнца

Эмблема Международного Года Спокойного Солнца

Международный год спокойного Солнца — серия астрофизических наблюдений и экспериментов, проводившихся с 1 января 1964 по 31 декабря 1965 годов, с целью определить взаимосвязь процессов происходящих на Солнце и на Земле. В наблюдениях совместно участвовали учёные свыше 70 стран мира.

## История
Первая организационная встреча участников будущего МГСС прошла в марте 1962 года в Париже. По итогам встречи президент Международного совета научных союзов разослал связанным научным организациям приглашение об участии во встречах в рабочих группах. Вторая, главная, встреча прошла в Риме с 18 по 22 марта 1963 года.
Год спокойного Солнца проводился в период минимума активности Солнца (см. Солнечная цикличность): количество пятен на Солнце в этот период минимально, также минимальны солнечные бури. Год являлся естественным дополнением к Международному геофизическому году, проводившемуся в период наибольшей солнечной активности. Научное сообщество изучало влияние Солнца на земную жизнь как с помощью старых, включающих в себя несколько сотен наземных станций (солнечных, магнитных, ионосферных, полярных сияний, космических лучей и других), так и совершенно новых инструментов, появившихся в последние годы: геофизических ракет, искусственных спутников Земли и исследовательских полярных станций.
Результаты наблюдений МГСС хранятся в Мировых центрах данных, один из которых находится в Москве при Геофизическом комитете Академии наук СССР. Итоги научных исследований подведены на международном симпозиуме по итогам МГСС в Лондоне в 1967.

## В культуре

## Филателия

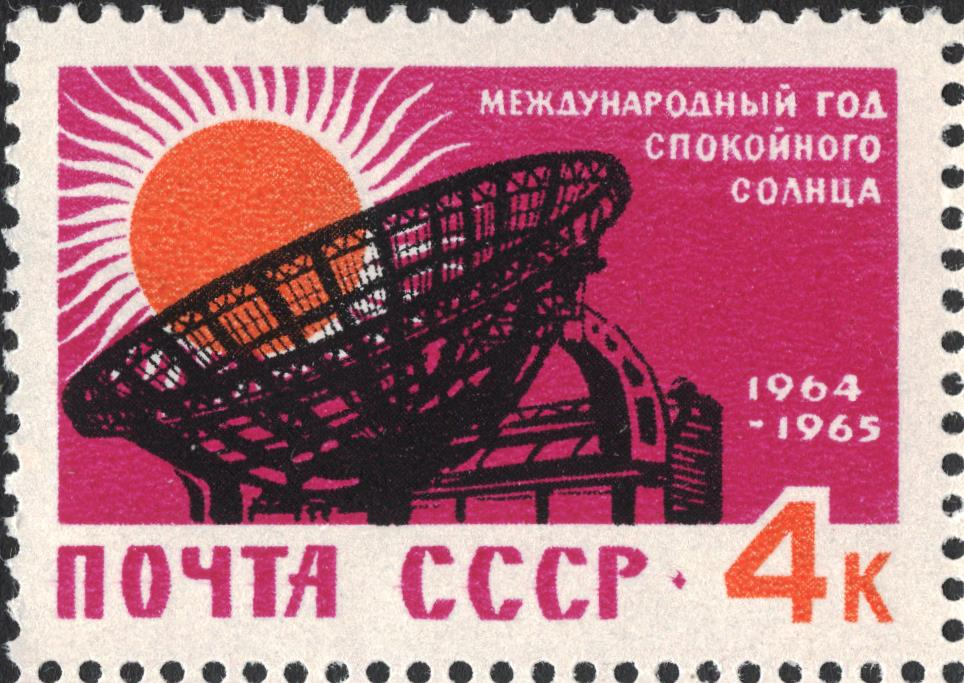
Почтовая марка СССР, 1964 год
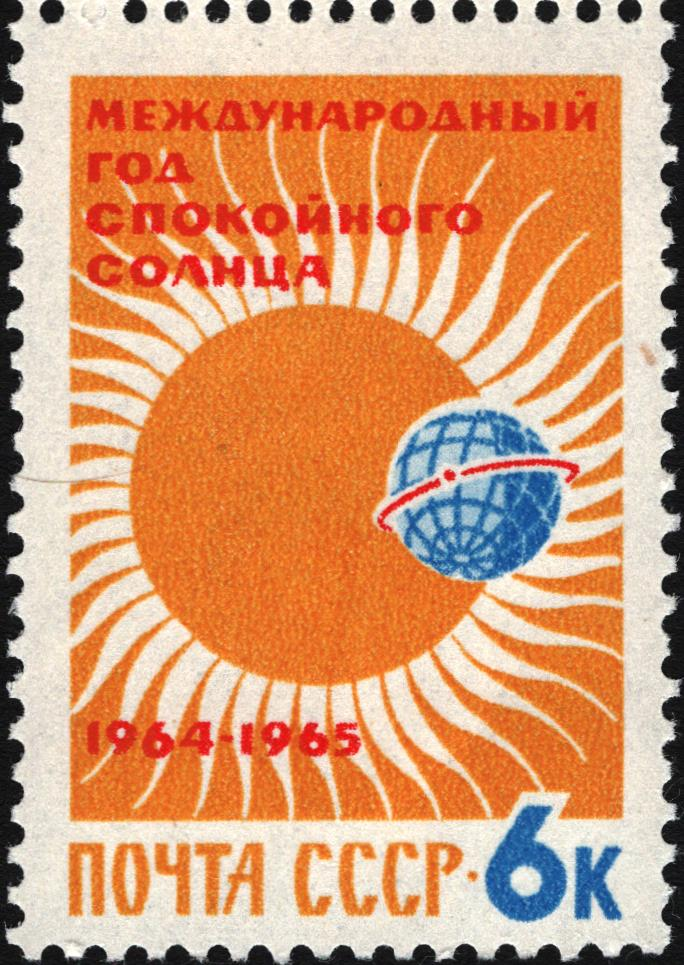
Почтовая марка СССР, 1964 год
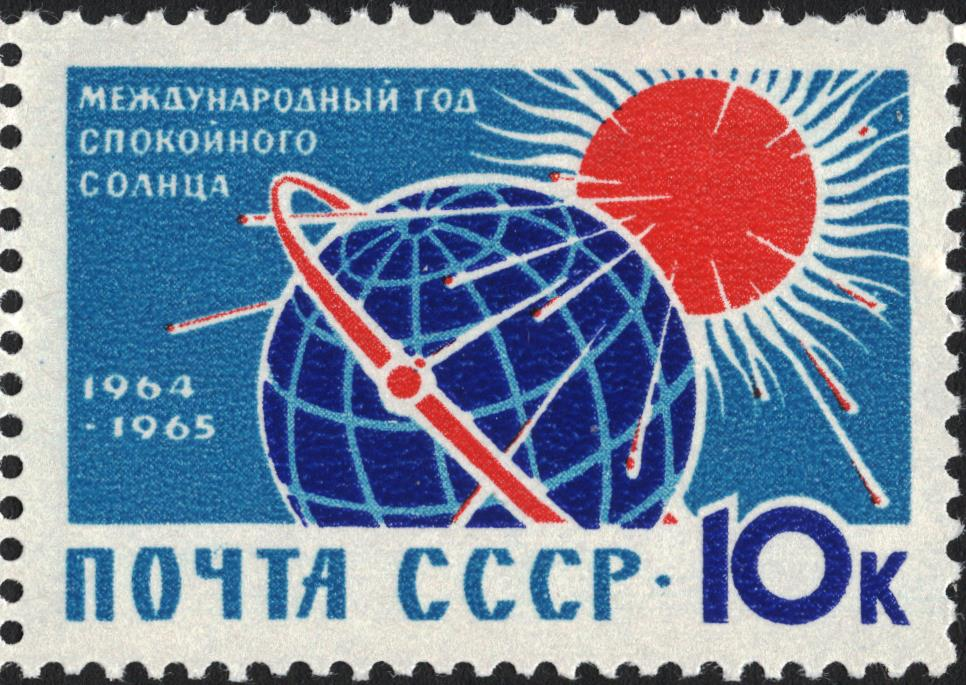
Почтовая марка СССР, 1964 год
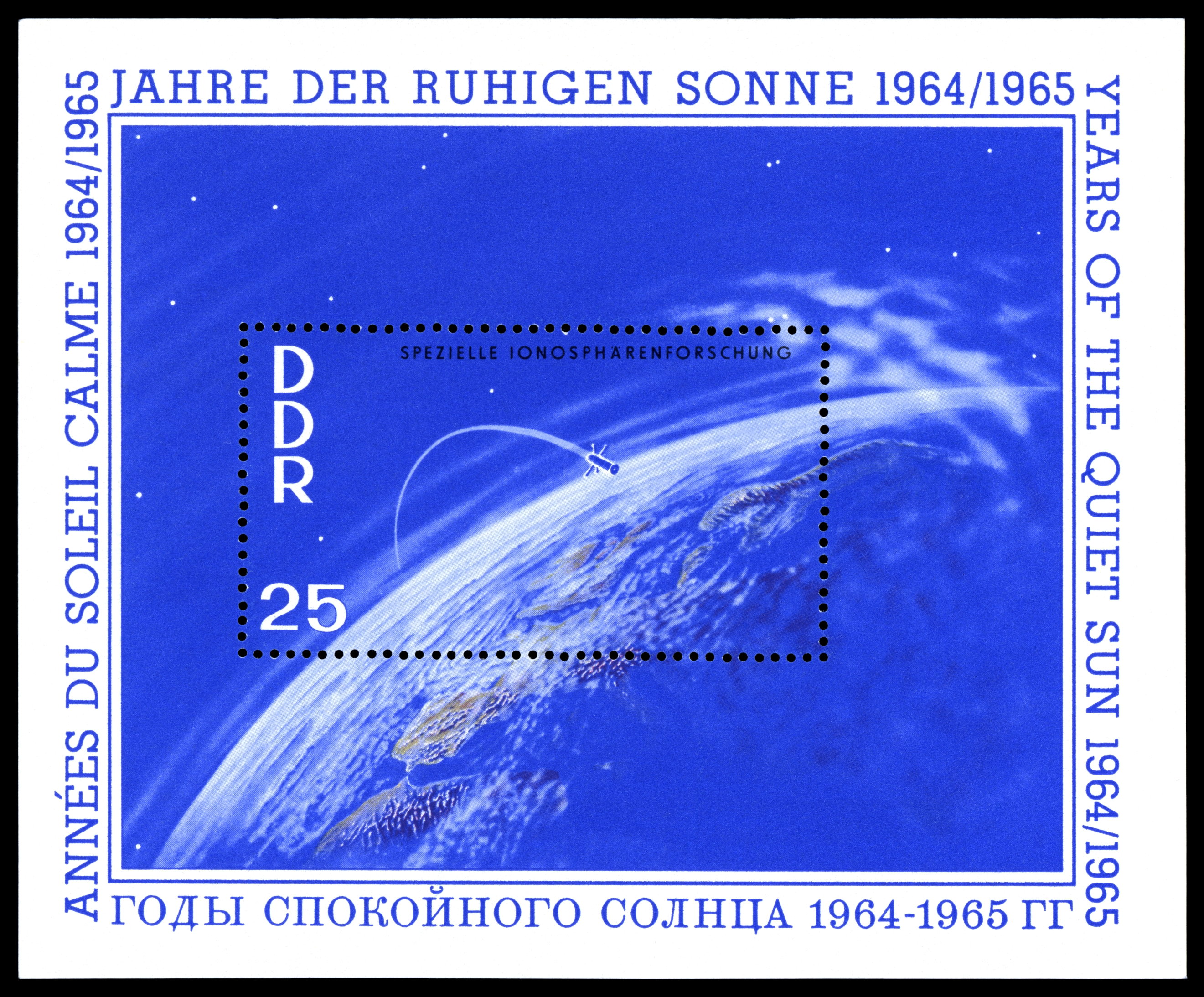
Блок ГДР, 1964 год
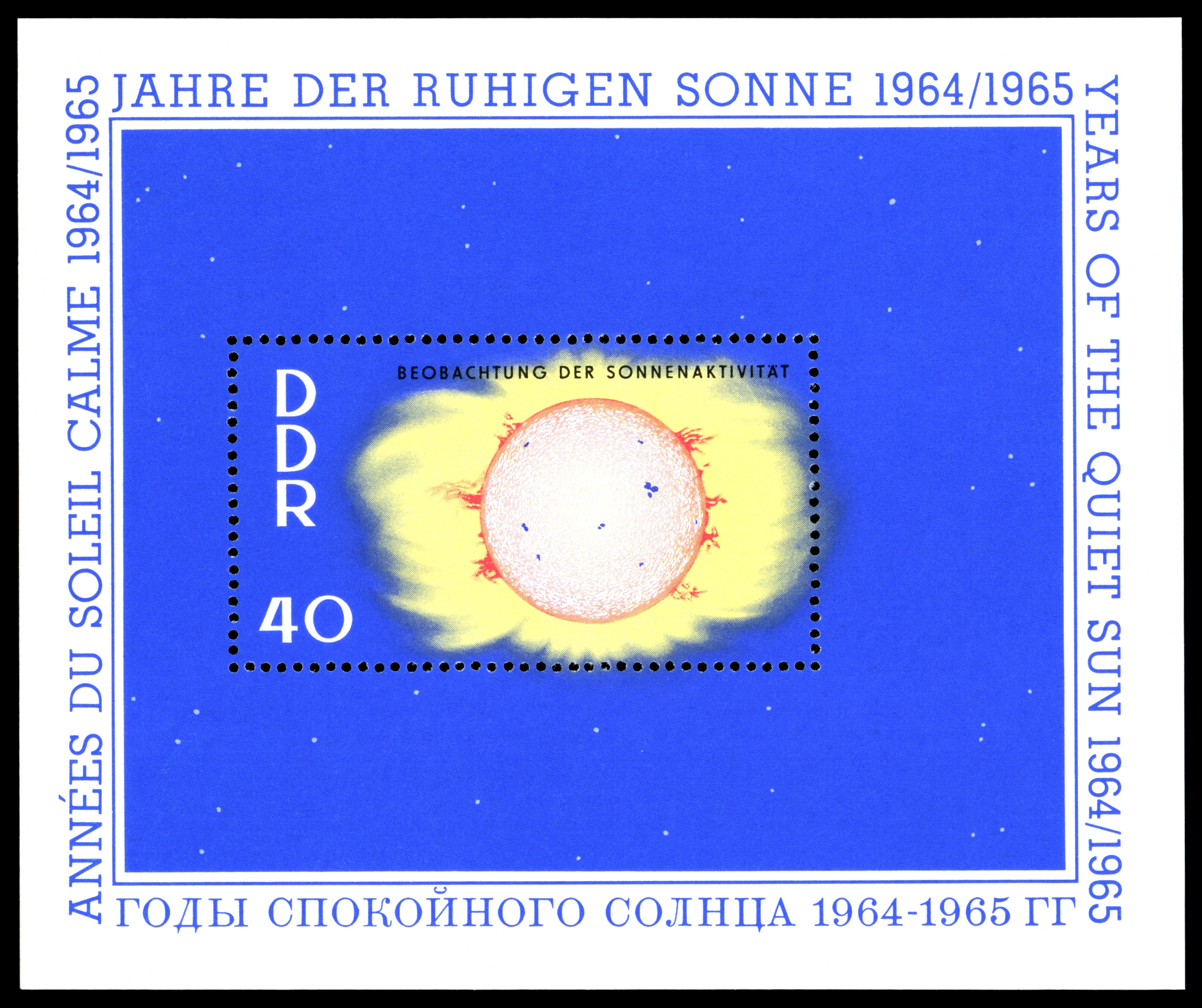
Блок ГДР, 1964 год
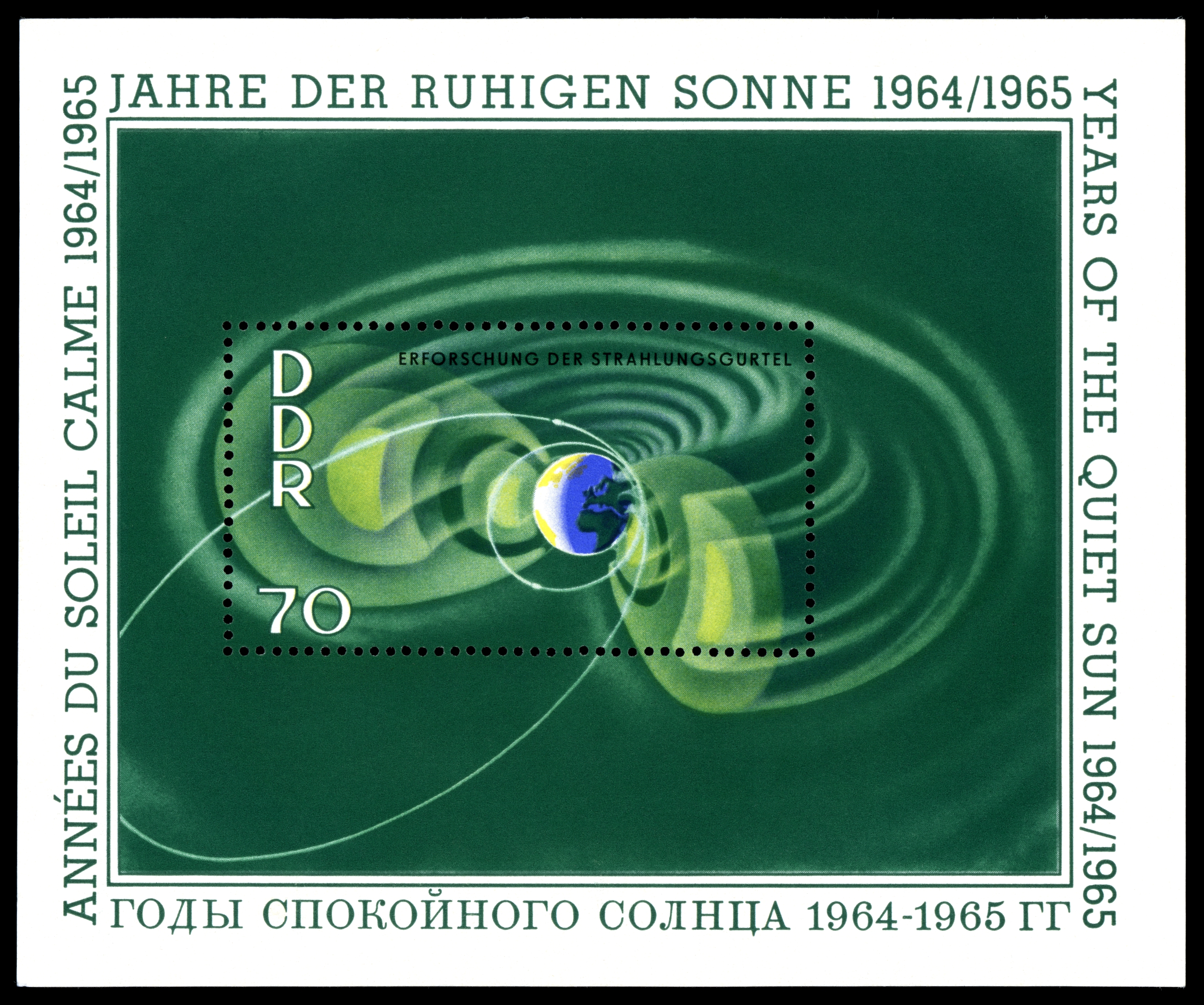
Блок ГДР, 1964 год